# Zhalan

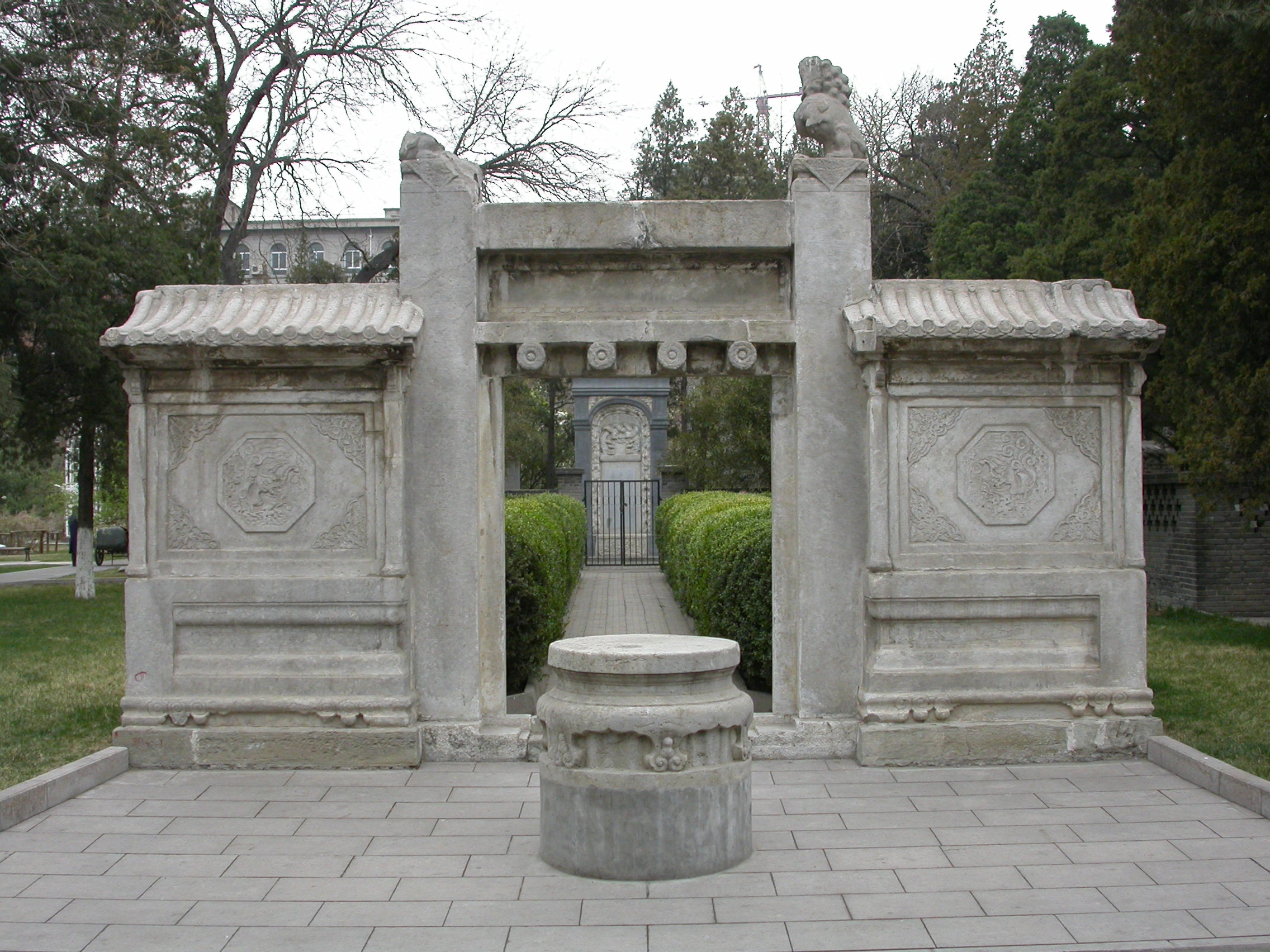
Porten till Zhalangravfältet

Zhalan eller Tenggong Zhalan (滕公栅栏; Ténggōng zhàlán) är det äldsta kristna gravfältet i Kina och ligger i Xichengdistriktet i Peking. Gravfältet uppfördes som en gåva till jesuiterna av Mingdynastins kejsare Wanli 1610. Gravplatsen är känd idag bland annat för att jesuitmissionären Matteo Ricci 1610 fick en gravplats vid den västra muren. Sedan dess har den katolska sidan av gravfältet utvidgats och gett en gravplats åt hundratals ledande jesuiter och katoliker.

## Historia
Matteus Ricci hade högt anseende hos kejsaren, trots att de aldrig hade mötts. Då Ricci dog i maj 1610 hölls en fyra dagar lång ceremoni, varefter den spanske jesuiten Diego de Pantoja skrev en memoria till kejsaren. Memorian bad om en begravningsplats i Peking och motiverades bland annat med att Ricci hade gett uttryck för åsikten att det hade varit bra om han begravdes på ett sådant sätt att minnet över honom hölls i god dager. Detta skulle enligt Ricci gynna katolicismens ställning i Kina. En månad senare gav kejsaren order om att det skulle skänkas mark till jesuiterna för Riccis begravning. Då myndigheterna tidigare samma år hade konfiskerat en dödsdömd eunucks ägor så erbjöds jesuiterna överta dessa som begravningsplats. Efter nästan ett år av förberedelser så begravdes slutligen Ricci 1611, jordfästningen ägde rum i november även om kistan med Ricci hade förts till kapellet redan i april.
1654 utvidgades begravningsplatsen åt väster av Qingkejsaren Shunzhi. Efter att jesuitorden upplöstes så överläts begravningsplatsen åt lazaristorden.
Under boxarupproret år 1900 så vandaliserades begravningsplatsen av boxarna. Dock så restaurerades begravningsplatsen som en del i det avtal som Kina tvingades skriva under med västmakterna. 1966 råkade begravningsplatsen ut för ytterligare ödeläggelse då rödgardisterna stormade platsen som ett led i kulturrevolutionen. I slutet av 1978 beslöt dock Deng Xiaoping att den gamla kyrkogården skulle återställas till sitt ursprungliga skick, vilket markerade en svängning i det kommunistiska partiets politik.

### Kända personer
Berömda personer i urval som blivit begravda i Tenggong Zhalan :
- Matteo Ricci
- Lodovico Buglio
- Ferdinand Verbiest
- Adam Schall